# 湖遊館新駅駅
湖遊館新駅駅（こゆうかんしんえきえき）は、島根県出雲市園町に位置する一畑電車北松江線の駅。駅番号は11。
駅名に「駅」が含まれている。

## 歴史
宍道湖公園湖遊館へのアクセス駅として、当時の所属自治体であった平田市の全額負担により新設された請願駅である。
当駅は一畑電気鉄道（当時）に初めて設けられた請願駅であったため、新駅であることをアピールするために駅名にも「新駅」を盛り込んだが、駅名末尾が「新」で終わると違和感があることから駅をも含めて『「湖遊館新駅」駅』という駅名となった。

### 年表
- 1995年（平成7年）10月1日：開業[8]。
- 2006年（平成18年）4月1日：一畑電気鉄道の持株会社移行に伴い、新設の一畑電車株式会社が鉄道事業を承継。

## 駅構造
松江方面に向かって左側に単式ホーム1面1線を有する地上駅（停留所）。無人駅である。出入口はホームの西側にある。

## 利用状況
1日平均の乗降人員は以下の通り。
| 年度   | 1日平均 乗車人員 | 1日平均 乗降人員 |
| ------ | ---------------- | ---------------- |
| 1999年 | 11               | 22               |
| 2000年 | 14               | 26               |
| 2001年 | 14               | 35               |
| 2002年 | 10               | 32               |
| 2003年 | 4                | 16               |
| 2004年 | 9                | 31               |
| 2005年 | 16               | 32               |
| 2006年 | 11               | 29               |
| 2007年 | 10               | 28               |
| 2008年 | 10               | 30               |
| 2009年 | 16               | 29               |
| 2010年 | 21               | 40               |
| 2011年 | 20               | 39               |
| 2012年 | 19               | 38               |
| 2013年 | 15               | 30               |
| 2014年 | 24               | 48               |
| 2015年 | 20               | 39               |
| 2016年 | 20               | 40               |
| 2017年 | 17               | 43               |
| 2018年 | 13               | 27               |
| 2019年 | 17               | 31               |
| 2020年 | 17               | 33               |
| 2021年 | 45               | 90               |

## 駅周辺
当駅は宍道湖公園湖遊館の他に島根県立宍道湖自然館ゴビウス、宍道湖グリーンパーク、宍道湖北山県立自然公園の最寄り駅となっているが、これらは当駅から南へ700メートルほど離れた場所に位置する。
- 出雲市立朝陽小学校
- 出雲市立東幼稚園
- 国道431号
- 宍道湖

## 隣の駅
一畑電車
■北松江線
■特急「スーパーライナー」・■急行
通過
■普通
布崎駅（10） - 湖遊館新駅駅（11） - 園駅（12）